# Fort San Pedro

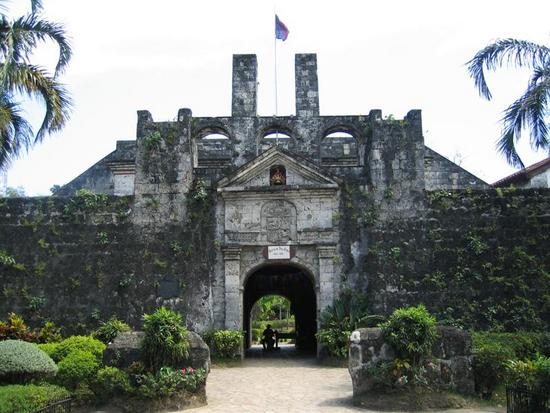
De ingang van het fort

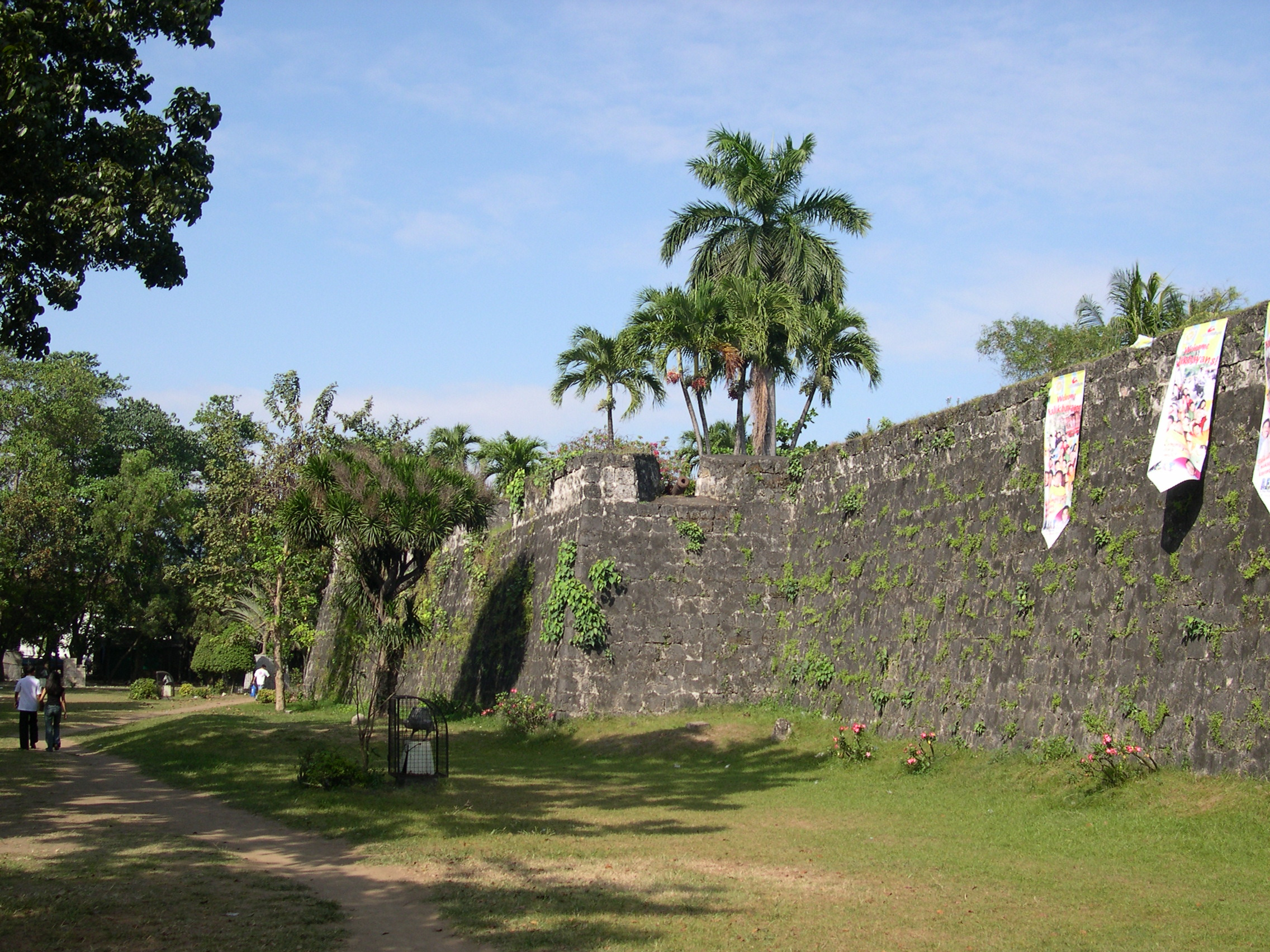
De buitenmuur ten noorden van de ingang

Fort San Pedro is een militair verdedigingsbouwwerk in de Filipijnse stad Cebu City. Het fort werd gebouwd  door de Spanjaarden met hulp van lokale Cebuano arbeiders tijdens het bewind van de Spaanse conquistador Miguel López de Legazpi ter verdediging tegen invallen van indringers. Het fort ligt in the Pier area aan wat nu Plaza Indepedencia heet.
Het fort is het oudste, kleinste en best bewaarde koloniale fort in de Filipijnen. De eerste versie van het fort werd gebouwd van hout en aarde in 1565 en was bedoeld als bescherming tegen de gewelddadige aanvallen van lokale bewoners en de moslimpiraten die in het gebied opereerden. Daarna werd het fort in de eeuw erna verbeterd en versterkt met behulp van steen, waardoor de buitenmuren sterker werden. Het fort was pas in 1738 klaar na vele jaren van aanpassingen en verbeteringen. Het is het oudste driehoekige bastionfort in de Filippijnen.
Tegenwoordig is het fort een museum. Er zijn diverse goed bewaarde overblijfselen uit de Spaanse tijd te vinden, zoals Spaanse documenten, oude Spaanse munten, door Spanjaarden gemaakte schilderijen en beelden. Daarnaast zijn in het fort kanonnen, een kapel, een gevangenis, woonkamers, slaapkamers, een klaslokaal en een binnentuin te bewonderen. Voor het fort staan twee grote standbeelden van Legazpi en Antonio Pigafetta.